# ویلژوئیف
شهر ویلژوئیف (به فرانسوی: Villejuif) در شهرستان وال-دو-مارن در ناحیه ایل-دو-فرانس با جمعیت ۵۰٬۵۷۱ در کشور فرانسه واقع شده‌است.